# Julia Michaels
Julia Michaels (születési nevén Julia Carin Cavazos) (Davenport, 1993. november 13. –) Iowa államból származó amerikai énekesnő és dalszerző. Karrierje popzeneíróként kezdődött, olyan előadók számára mint Selena Gomez, Demi Lovato, Fifth Harmony, Shawn Mendes, Britney Spears, Justin Bieber, Hailee Steinfeld és Gwen Stefani. 2017-ben a Republic Records gondozásában kiadta első kislemezét Issues címmel, amely a Billboard Hot 100 listán a 11. helyig jutott,  háromszoros platinalemez lett, Grammy-díj jelölést ért számára a  Grammy-díj az év daláért és a Grammy-díj a legjobb új előadónak kategóriában. Első EP-je, Nervous System címmel szintén 2017-ben jelent meg. MTV Music Video, Billboard Music és American Music Awards jelöléseket is kapott. Jelöléseket kapott az MTV Video Music Awards, a Billboard Music Awards és az American Music Awards díjaira is.

## További információ
- Hivatalos oldal
- Julia Michaels a Facebookon
- Julia Michaels a PORT.hu-n (magyarul)
- Julia Michaels az Internet Movie Database-ben (angolul)
- Julia Michaels a Rotten Tomatoeson (angolul)